# Serica intermixta
Serica intermixta är en skalbaggsart som beskrevs av Willis Blatchley 1910. Serica intermixta ingår i släktet Serica och familjen Melolonthidae. Inga underarter finns listade i Catalogue of Life.